# San Antonio Masahuat
San Antonio Masahuat é um município localizado no departamento de La Paz, em El Salvador.